# Prinsessan Astrid av Norge
Prinsessan Astrid, fru Ferner, Astrid Maud Ingeborg Ferner, född 12 februari 1932 på Villa Solbakken i stadsdelsområdet Skøyen i Oslo, är en norsk prinsessa. Hon är dotter till kung Olav V och kronprinsessan Märtha och syster till kung Harald. Hon gifte sig 12 januari 1961 med Johan Martin Ferner (född 2 juli 1927, död 24 januari 2015) varvid hon förlorade titeln Hennes kungliga höghet och har titulerats prinsessan Astrid, fru Ferner.
Under de första åren av kung Olavs regeringstid (från 1957) bistod prinsessan Astrid sin far med representationsuppgifter och var landets första dam. Hon bor i Oslo och utför fortfarande officiella representationsuppdrag, senast 2025.
Enligt Norges grundlag har prinsessan Astrid inte rätt att ärva den norska tronen, eftersom hon är född före 1971 och förhållandet regleras därmed av en tidigare version av grundlagen § 6 där kvinnor saknade arvsrätt. Hon har dock rätt att ärva den brittiska tronen, eftersom hon är ättling till kurfurstinnan Sofia av Hannover. Från och med 2023 är hon nr 106 i den brittiska tronföljden.

## Biografi

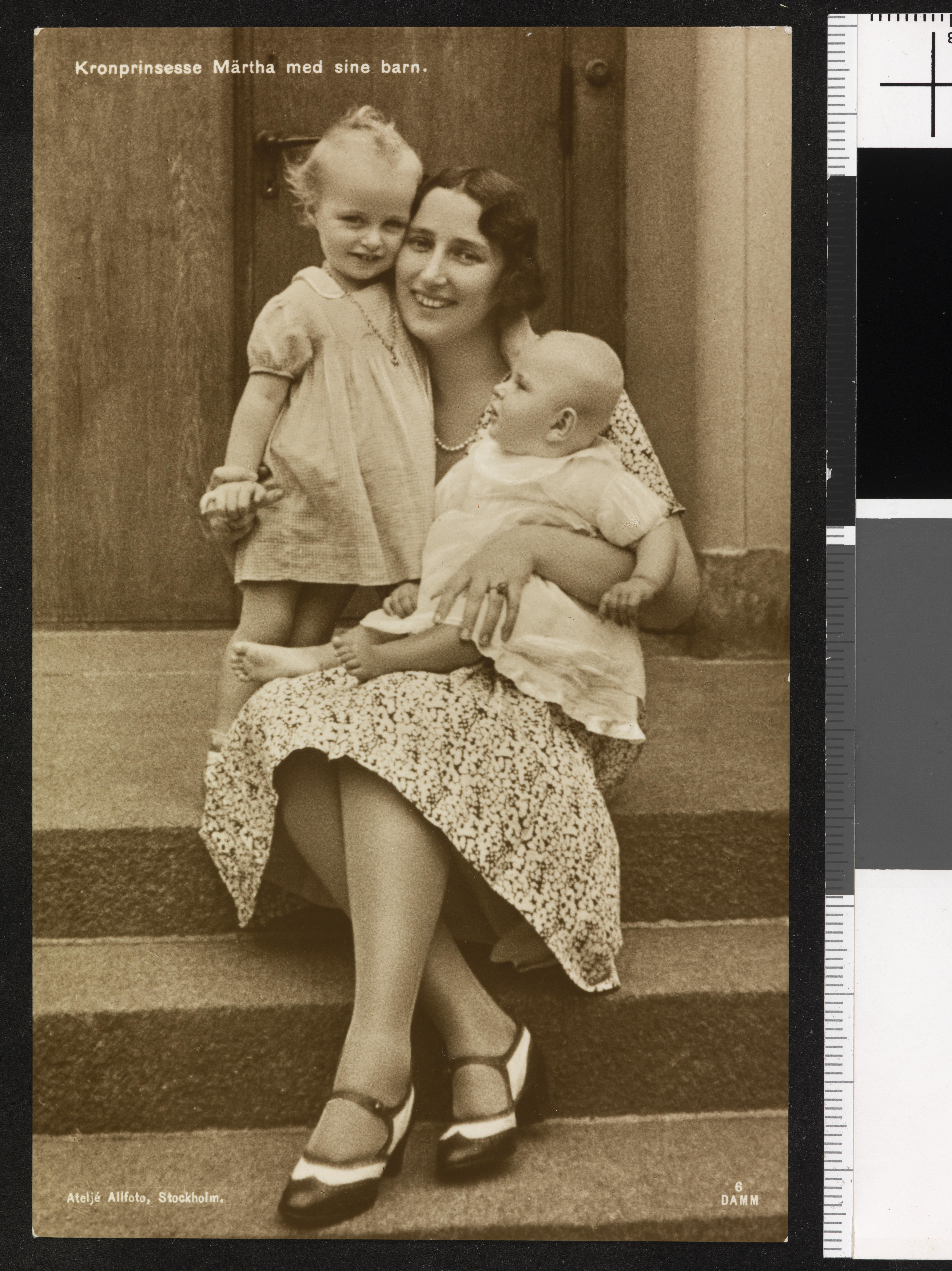
Astrid med sin mor kronprinsessan Märtha och storasyster Ragnhild år 1932.

Prinsessan Astrid föddes den 12 februari 1932 i Villa Solbakken som dotter till kronprins Olav och kronprinsessan Märtha av Norge. I en extrainsatt konselj meddelade hennes farfar Håkon VII, att hon skulle bära namnen Astrid Maud Ingeborg. Hon fick sitt namn efter sin moster, drottning Astrid av Belgien, samt sin farmor drottning Maud av Norge och mormor prinsessan Ingeborg av Danmark. Hon döptes i slottskapellet den 31 mars 1932 och hennes gudföräldrar var: hennes farföräldrar kung Håkon VII och drottning Maud av Norge; hennes morföräldrar prins Carl och prinsessan Ingeborg av Sverige; hennes moster kronprinsessan Astrid av Belgien; Elizabeth, hertiginna av York (senare drottning Elizabeth, drottningmodern); hennes mors moster prinsessan Thyra av Danmark; hennes mors farbror, prins Eugen av Sverige; och prins George av Storbritannien.
Prinsessan Astrid växte upp på det kungliga godset Skaugum i Asker och fick under sin uppväxt en privatutbildning. Under andra världskriget flydde hon tillsammans med familjen från nazisterna när Tyskland invaderade Norge den 9 april. Kronprinsessan Märtha flydde tillsammans med kronprinsparets tre barn, prinsessan Ragnhild, prinsessan Astrid och prins Harald, till säkerhet på andra sidan gränsen till Sverige. Efter att ha bott hos Märthas svenska släktingar reste Märtha och barnen vidare till USA på ett slagskepp som USA:s president Roosevelt hade skickat. Medan hennes far och farfar stannade kvar hos regeringen i London, bodde Astrid och resten av familjen i utkanten av Washington D.C. tills freden kom 1945. Under sin vistelse i USA fick de ofta besök av president Roosevelt och norsk-amerikaner.

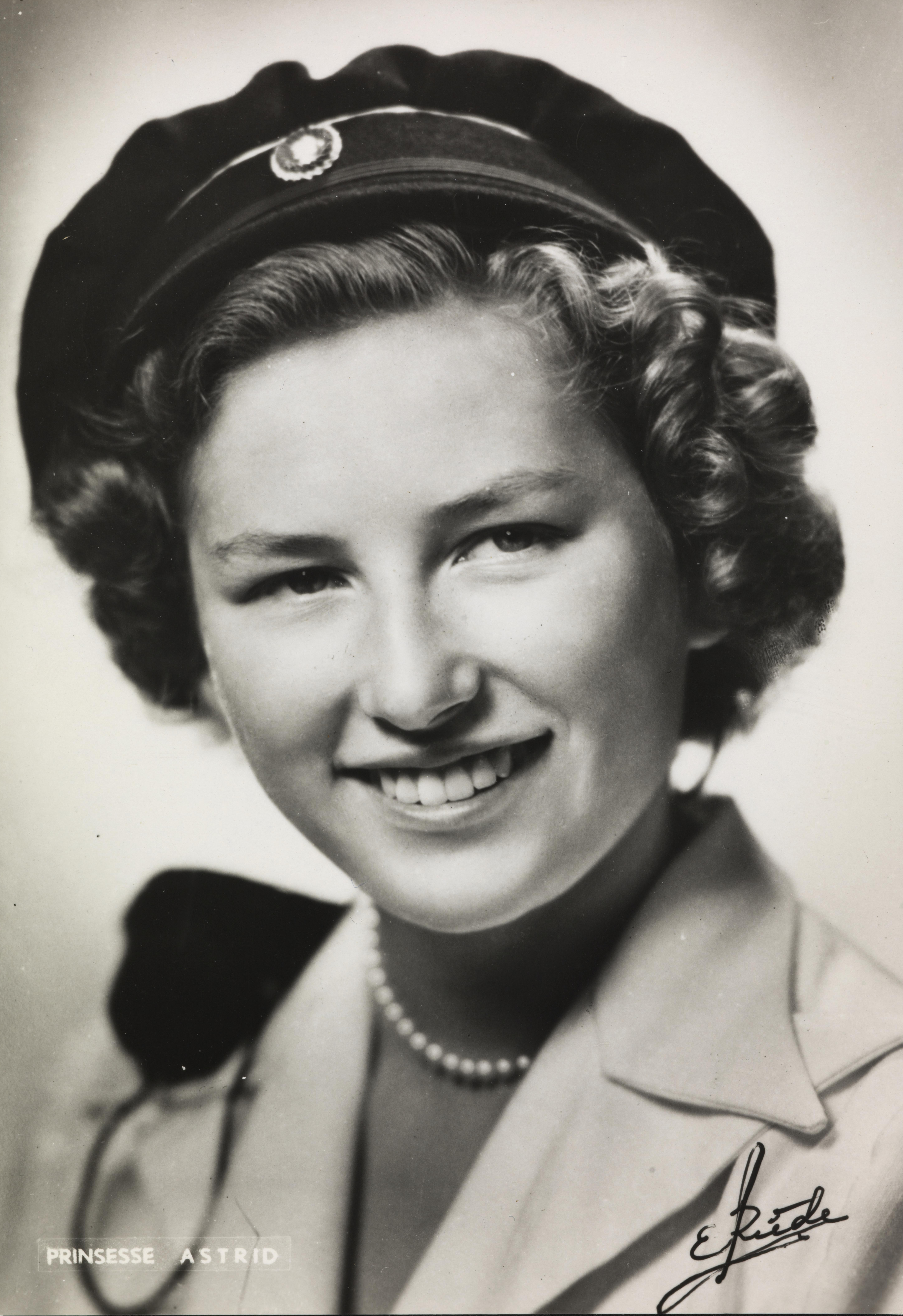
Astrid när hon var russ från Nissens flickskola år 1950.

Efter kungafamiljens återkomst till Norge gick hon i Hartvig Nissens skole och tog Examen artium för behörighet till universitetet 1950. Därefter studerade hon ekonomi och politisk historia i två år vid Oxfords universitet. Hennes konfirmation ägde rum den 9 maj 1948 i slottskapellet. Prinsessan lärde sig senare andra färdigheter, bland annat klädsömnad och matlagning, och ägnade sig åt sitt intresse för hantverk. Prinsessan Astrid studerade keramik för Halvor Sandøs.
Prinsessan Astrids mor kronprinsessan Märtha avled i sviterna av leversvikt den 5 april 1954 i cancer, 53 år gammal, när Astrid var 22 år gammal. Samtidigt tillträdde hon tjänsten som chef för H.K.H. Kronprinsessan Märthas Minnesfond, en position som fortfarande är central i hennes arbete. Från moderns död fram till broderns giftermål i augusti 1968 var prinsessan Astrid hovdam och Norges första dam, då fadern aldrig gifte om sig och systern Ragnhild var bosatt i Brasilien. Hon representerade Norge vid flera tillfällen, både ensam och tillsammans med sin far och bror. Som första dam var hon värdinna vid statsbesök, både på Kungliga slottet och i Skaugum. Ett exempel på detta var när drottning Elizabeth II besökte Norge 1955. Hon arbetade sida vid sida med sin far i alla representationsuppdrag, inklusive statsbesök. I september 1954 deltog hon i den fartygstur som organiserades av drottning Fredrika och hennes make kung Paul av Grekland, som blev känd som "Cruise of the Kings" och där över 100 kungligheter från hela Europa deltog. Efter att Astrids bror, kronprins Harald, gifte sig med Sonja Haraldsen 1968 tog Sonja över posten som Norges första dam. Hon bistod också sin bror, numera Harald V, under hans sjukskrivning 2005.
I samband med hennes 70-årsdag 2002 beviljade regeringen en hederspension från statskassan som ett erkännande för alla hennes insatser för Norge både under och efter åren som första dam. Detta meddelades henne med följande hälsning: "Den norska staten har beslutat att visa sitt erkännande för de insatser som prinsessan Astrid, fru Ferner, har gjort för Norge. Som landets första dam under ett antal år, och senare i samband med omfattande representationsuppdrag. Hon kommer därför att beviljas en hederspension av Finansdepartementet."
År 2005 deltog hon i ceremonier för att markera 60-årsdagen av andra världskrigets slut, bland annat avtäcktes en plakett som markerade den norska monarkens exil i London.
I februari 2012 firade Prinsessan Astrid sin 80-årsdag med en privat middag på Kungliga slottet i Oslo.
2018 tilldelades hon Holmenkollenmedaljen för sina insatser för Holmenkollen och skidåkningen: "Prinsessan Astrid har på ett mycket troget och imponerande sätt representerat kungafamiljen i Holmenkollen under en rad år. Prinsessans engagemang visar tydligt att vår nationalsport binder samman hela folket och det vill Skidförbundet lyfta fram genom att tilldela Prinsessan Holmenkollenmedaljen, sa Skidförbundets generalsekreterare Erik Eide i samband med prisutdelningen.
Prinsessan Astrid har engagerat sig i flera välgörenhetsprojekt, och en av hennes hjärtefrågor är arbetet för barn med läs- och skrivsvårigheter, något som både hon och hennes pappa har kämpat med. Hon är beskyddare av både Norges Lotteforbund och Norske Kvinners Sanitetsforening, och har arbetat aktivt inom båda organisationerna i många år. Astrid har haft en livslång kärlek till hundar, sedan hon fick sin första hund av sina föräldrar vid två års ålder. Sedan dess har hon ägt en hund under en stor del av sitt liv, och har vid flera tillfällen adopterat skyddshundar. Enligt henne är detta på grund av hennes önskan att ge hundar som inte har haft det bra möjligheten att leva ett bra liv.

## Giftermål och barn

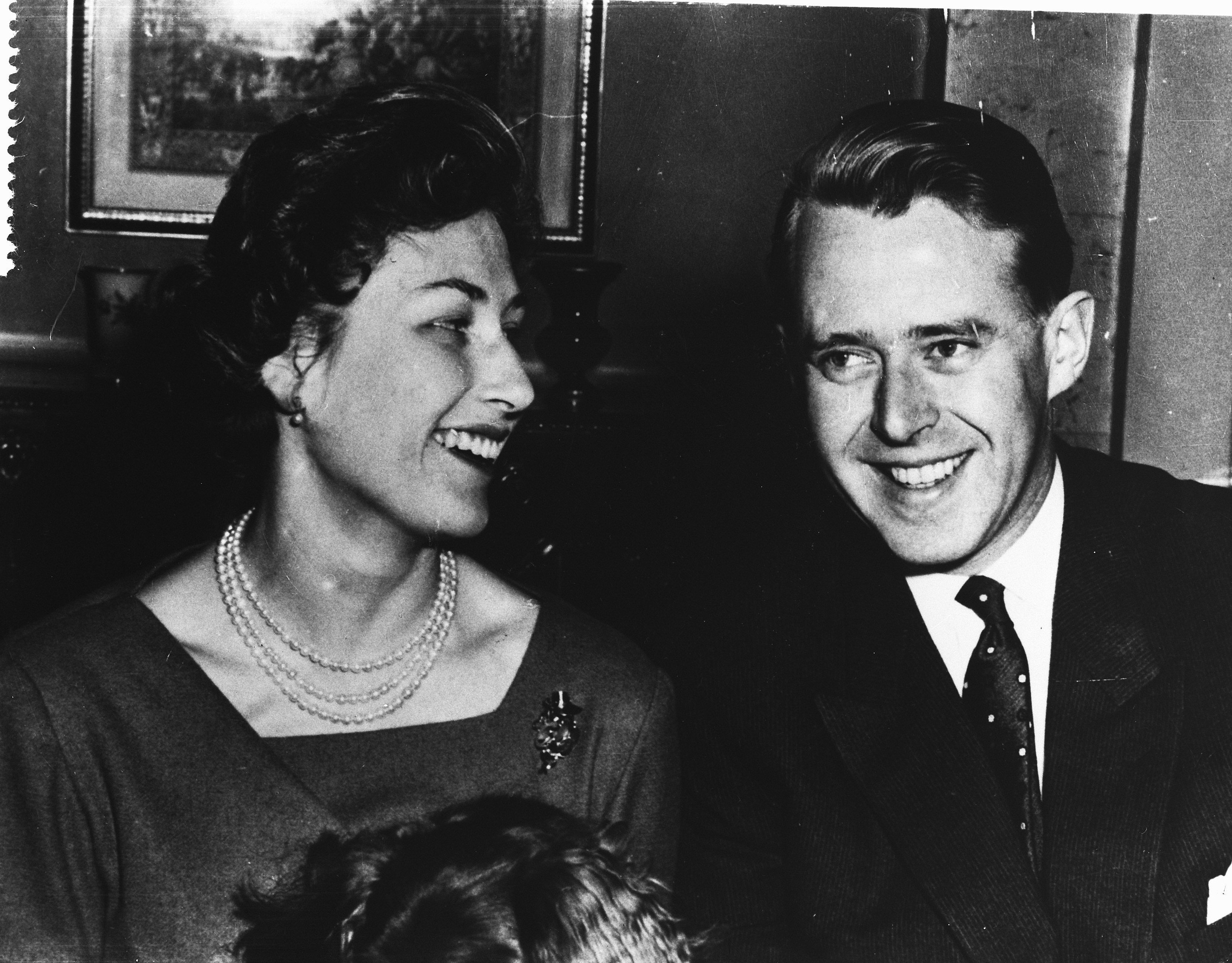
Prinsessan Astrid och maken Johan Martin Ferner dagen före bröllopet 12 januari 1961.

Prinsessan Astrid gifte sig den 12 januari 1961 med disponenten Johan Martin Ferner i Askers kyrka. Detta ledde till en polariserad offentlig debatt under åren 1960 och 1961, då Ferner var frånskild. Omgifte var kontroversiellt inom Norska kyrkan vid den tiden. Kung Olav beslöt att Astrid efter giftermålet skulle tilltalas som prinsessan Astrid, fru Ferner. Paret fick fem barn och var gifta fram till Johan Martin Ferners bortgång den 24 januari 2015:
- Cathrine Ferner (f. 22 juli 1962, Oslo),[23] gifte sig 9 december 1989 i Oslo, Arild Johansen (f. 18 juni 1961 i Oslo), och har två barn:
  - Sebastian Ferner Johansen (f. 9 mars 1990 i Oslo) och hans partner Ida Belinda Lundstrøm har två barn:
    - Nicoline Johansen (f. 2019).
    - Ferdinand Johansen (f. 2021).

  - Madeleine Ferner Johansen (f. 7 mars 1993, Oslo), gifte sig 17 oktober 2022 i Oslo, Ole-Aleksander Karlsen, och har en dotter:
    - Hermine Karlsen (f. 2023).
- Benedikte Ferner (född 27 september 1963 i Oslo),[24] gifte sig första gången 30 april 1994 i Oslo (skild 1998) med Rolf Woods (född 17 juni 1963 i Oslo), utan barn, och gifte sig andra gången den 2 december 2000 i Oslo och separerade 2002 med Mons Einar Stange (född 26 maj 1962 i Oslo), utan barn.
- Alexander Ferner (f. 15 mars 1965, Oslo),[25] gift 27 juli 1996 i Holmenkollen Kapell, Oslo, med Margrét Gudmundsdóttir (f. 27 mars 1966, Reykjavík, Island), och har två barn:
  - Edward Ferner (f. 28 mars 1996 i Bærum, Norge).
  - Stella Ferner (f. 23 april 1998 i Bærum, Norge).
- Elisabeth Ferner (f. 30 mars 1969, Oslo),[26] gifte sig 3 oktober 1992 i Oslo med Tom Folke Beckmann (f. 14 januari 1963 i Oslo) och har en son:
  - Benjamin Ferner Beckmann (f. 25 april 1999 i Oslo).
- Carl-Christian Ferner (f. 22 oktober 1972, Oslo),[27] gifte sig 4 oktober 2014 i Oslo, Anna-Stina Slattum och de har två döttrar tillsammans:[28]
  - Fay Slattum Ferner (f. 10 juli 2018 i Oslo, Norge).
  - Fam Slattum Ferner (f. 28 januari 2021 i Oslo, Norge).[3]

## Utmärkelser
- Storkors med kedja av Sankt Olavs orden,  7 maj 1956[29]
- Storkorset av Isabella den katolskas orden,  1982[30][31]
- Jordanska stjärnans orden[30]
- Kommendör med stora korset av Nordstjärneorden[30]
- Storkorset av Nationalförtjänstorden[30]
- Chula Chom Klao-orden[30]
- Förbundsrepubliken Tysklands förtjänstorden - storkors[30]
- Storkorset av isländska falkorden[30]
- Håkon VII:s porträttnål[30]
- Storkorset av Finlands Vita Ros’ orden[30]
- Storkors av Kronorden[30]

[Redigera Wikidata]